# 트랜스포터: 엑스트림
트랜스포터: 엑스트림(프랑스어: Le Transporteur 2, 영어: Transporter 2)은 2005년 개봉한 프랑스의 영화이다. 이 때부터 주인공의 차량이 아우디 A8로 바뀌었다.

## 출연

### 주연
- 제이슨 스타뎀
- 앰버 발레타
- 알레산드로 가스만
- 헌터 클레리
- 제프 체이스
- 케이트 노타
- 매튜 모딘
- 제이슨 플레밍
- 키스 데이빗
- 섀넌 브릭스
- 프랑수와 벨레앙

### 조연
- 그렉 웨이너
- 마티 라이트
- 애너린 맥코드
- 팀 웨어
- 다마리스 저스타만트
- 마크 마코레이
- 빌 윌슨
- 로버트 스몰
- 짐 콜맨
- 크리스 캠벨
- 폴 테이
- 어니스트 하든 주니어
- 팀 포웰
- 제이 아모어
- 빈센트 드 폴
- 로버토 에스코바
- 제시 홀랜드

## 기타
- 협력프로듀서: 엘레인 커라트시스
- 협력프로듀서: 여대위
- 협력프로듀서: 루이스 리터리어
- 미술: J. 마크 해링튼
- 의상: 보비 리드
- 무술감독: 원규
- 배역: 에드 아레나스
- 배역: 멜리사 허쉔슨